# Yongning Jiang
Der Yongning Jiang (chinesisch 永宁江) ist ein Fluss im Osten der Volksrepublik China. 
Er durchfließt die Provinz Zhejiang und mündet bei Taizhou in den Ling Jiang. Der Fluss hat eine Länge von etwa 77 km und ein Einzugsgebiet von 890 km². Er trägt im Oberlauf noch den Namen Huangyanxi. Erst nach dem Changtan Reservoir erhält er den Namen Yongning Jiang.